# Ardin Dallku
Ardin Dallku (Vučitrn, 1 de noviembre de 1994) es un futbolista kosovar que juega en la demarcación de defensa en el KF Dukagjini de la Superliga de Kosovo.

## Selección nacional
Debutó con la selección de fútbol de Kosovo el 13 de noviembre de 2017. Lo hizo en un partido amistoso contra Letonia que finalizó con un resultado de 4-3 a favor del combinado kosovar tras los goles de Amir Rrahmani, Vedat Muriqi, Elba Rashani y de Besar Halimi para Kosovo, y de Glebs Kļuškins, Dāvis Ikaunieks y de Alans Siņeļņikovs para Letonia.

## Clubes
| Club               | País                | Año         | Partidos | Goles |
| ------------------ | ------------------- | ----------- | -------- | ----- |
| FC Vorskla Poltava | Ucrania             | 2016 - 2019 | 67       | 2     |
| KF Shkëndija       | Macedonia del Norte | 2020        | 2        | 0     |
| SC Gjilani         | Kosovo              | 2021        | 7        | 0     |
| KF Dukagjini       | Kosovo              | 2021-       | 18       | 2     |